# Gynacantha villosa
Gynacantha villosa – gatunek ważki z rodziny żagnicowatych (Aeshnidae). Występuje na terenie Afryki Subsaharyjskiej – od Etiopii, Ugandy i Kenii na południe po północno-wschodnią Namibię, północną Botswanę i północno-wschodnią RPA; jedno izolowane stwierdzenie pochodzi z Nigerii.
W RPA imago lata od listopada do końca kwietnia. Długość ciała 70–71 mm. Długość tylnego skrzydła 51–54 mm.